# チームE 6th Stage「声出していこーぜ!!!」
『チームE 6th Stage「声出していこーぜ!!!」』（チームイー シックススステージ こえだしていこーぜ）は、SKE48チームE劇場公演の6th Stageである。

## 概要
- SKE48チームEの6th公演であり、チームEとしては、約7年ぶりの新公演で、初めてのオリジナル公演となる[1]。
- 楽曲提供は、前山田健一、俊龍などが提供している。
- AKB48グループ(SKE48)でのオリジナル公演では、チームS 7th Stage 「愛を君に、愛を僕に」、チームKII 8th Stage「時間がない」に引き続き、秋元康以外の作詞である。
- SKE48では初めて、TAKAHIROが振り付けを担当している。
- 「貴方へ」と「あなたへ」は同じ歌詞である。
- 2023年7月8日、7月9日に、AKB48グループの初の試みとして、オアシス21 緑の広場（緑の大地）にて、「ファン合同レッスン」を開催した[2]。
- 初日の応募観覧数は約8,200人であった[3]。

## 公演内容

### 曲目
1. overture（SKE48 ver.）
（作編曲：尾澤拓実、歌：TAZ）
全SKE48公演共通である。
2. 貴方へ
（作詞：kazuei、作曲：俊龍、編曲：原田ナオ、振付：Acchan）
3. 単推しシンドローム
（作詞、作曲、編曲：トミタカズキ、振付：Acchan）
4. 誰しもいつか止まる心臓を
（作詞、作曲：前山田健一、編曲：板垣祐介、振付：Acchan）
5. 声出していこーぜ!!!
（作詞、作曲：前山田健一、編曲：藤原燈太、振付：Acchan）
6. Revolver
（作詞：kazuei、作曲、編曲：原一博、振付：CRE8BOY）
7. 釘付けwink♡
（作詞：ame、作曲：俊龍、編曲：Randee、振付：CRE8BOY）
8. ユースコール
（作詞：kazuei、作曲、編曲：鎌田瑞輝(S-pressivo)、振付：CRE8BOY）
9. キラスキ
（作詞：神田澪、作曲：俊龍、編曲：Sizuk、振付：CRE8BOY）
10. 星の雫
（作詞：kazuei、作曲：俊龍、編曲：kiyo、振付：CRE8BOY）
11. ねえ 横浜のあの子を好きになっちゃったの?
（作詞、作曲：前山田健一、編曲：徳田光希、振付：CRE8BOY）
12. Loose control
（作詞、作曲：前迫潤哉、編曲：力丸尊、前迫潤哉、振付：TAKAHIRO）
13. Don’t judge me
（作詞：前迫潤哉、作曲：前迫潤哉、Dr. Lilcom、編曲：Dr. Lilcom、振付：TAKAHIRO）
14. グーとパー
（作詞：前迫潤哉、作曲：前迫潤哉、畠舎聖悟、編曲：畠舎聖悟、振付：TAKAHIRO）
15. Long long way home
（作詞：jam、作曲：松本俊明、Instruments & programming：浜田ピエール裕介、振付：MAYU）

アンコール
1. ぎゃぎゃぎゃわいい
（作詞、作曲：前山田健一、編曲：藤原燈太、振付：Acchan）
2. 君ダケ好キダッタ私ヲ置イテユク
（作詞：jam、作曲：俊龍、編曲：久下真音、振付：Acchan）
3. あなたへ
（作詞：kazuei、作曲：俊龍、編曲：Randee、振付：Acchan）

## SKE48 チームE 6th Stage「声出していこーぜ!!!」公演
- 公演期間：2023年7月15日 - 2025年3月29日（77回）
- 出演メンバー
相川暖花、浅井裕華[注釈 1]、池田楓、井田玲音名、鎌田菜月、熊崎晴香、倉島杏実、斉藤真木子、佐藤佳穂、澤田奏音、末永桜花、菅原茉椰、鈴木恋奈、髙畑結希、谷真理佳、林美澪、福士奈央

- ユニット曲担当
  - Revolver（☆熊崎・斉藤・井田）
  - 釘付けwink♡（☆倉島・相川・澤田）
  - ユースコール（菅原・佐藤）
  - キラスキ（☆末永・鈴木・池田）
  - 星の雫（林）
  - ねえ 横浜のあの子を好きになっちゃったの?（鎌田・髙畑・谷・福士、△浅井）

## スタジオ収録CD
『声出していこーぜ!!!』は、SKE48チームEのスタジオ・レコーディングアルバム。2022年6月8日にZEST RECORDSから発売された。
- 収録メンバー
相川暖花、池田楓、井田玲音名、鎌田菜月、熊崎晴香、倉島杏実、斉藤真木子、佐藤佳穂、澤田奏音、末永桜花、菅原茉椰、鈴木恋奈、髙畑結希、谷真理佳、林美澪、福士奈央
- 収録曲

1. overture（SKE48 ver.）
2. 貴方へ
3. 単推しシンドローム
4. 誰しもいつか止まる心臓を
5. 声出していこーぜ!!!
6. Revolver（歌：熊崎・斉藤・井田）
7. 釘付けwink♡（歌：倉島・相川・澤田）
8. ユースコール（歌：菅原・佐藤）
9. キラスキ（歌：末永・鈴木、池田）
10. 星の雫（歌：林）
11. ねえ 横浜のあの子を好きになっちゃったの?（歌：鎌田、髙畑、谷、福士）
12. Loose control
13. Don’t judge me
14. グーとパー
15. Long long way home
16. ぎゃぎゃぎゃわいい
17. 君ダケ好キダッタ私ヲ置イテユク
18. あなたへ

## 動画
| 公開日        | 内容 | 備考 |
| ------------- | --- | ---- |
| 2023年5月5日  | SKE48 TeamEオリジナル新公演のお知らせ - YouTube                                                                               | -    |
| 2023年6月7日  | SKE48 Team E オリジナル新公演「声出していこーぜ!!!」／「声出していこーぜ!!!」（作詞・作曲：前山田 健一）Music Video - YouTube | -    |
| 2023年7月13日 | SKE48 Team E オリジナル新公演「声出していこーぜ!!!」Document＃１ - YouTube                                                    | -    |
| 2023年7月24日 | SKE48 Team E オリジナル新公演「声出していこーぜ!!!」／「貴方へ」初日パフォーマンス映像 - YouTube                              | -    |
| 2023年8月1日  | SKE48 Team E オリジナル新公演「声出していこーぜ!!!」／「グーとパー」初日パフォーマンス映像 - YouTube                          | -    |
| 2023年8月2日  | SKE48 TeamE 新公演アルバム「声出していこーぜ!!!」Trailer Movie - YouTube                                                      | -    |
| 2024年3月16日 | SKE48 Team E オリジナル新公演「声出していこーぜ!!!」Document＃2 - YouTube                                                     | -    |
| 2024年3月23日 | SKE48 Team E オリジナル新公演「声出していこーぜ!!!」Document＃3 - YouTube                                                     | -    |